# Alvand
Alvand  (Alwand Kuh o Kuh-i Alwand) o Elwend (persa: الوند), és una cadena de muntanyes aïllada al sud de Hamadan a l'Iran que arriba fins als 3554 metres a la cimera més alta. Al nord-oest enllaça amb el Kuh-i Daim al-Barf (Daem Barf), un altre massís d'altura similar que continua fins al Kuh-i Almu Kulakh que forma la part nord-oest del grup d'Alwand.
42 rius o rierols tenen origen en aquestes muntanyes. Alvand i Damavand són considerades muntanyes sagrades a l'Iran. El nom antic de les muntanyes era Arvant que vol dir "puntes". A 2100 metres, a Gandj Namah (casa del tresor) a uns 10 km al sud de Hamadan, hi ha inscripcions cuneiformes dels reis Darios I el Gran i Xerxes I de Pèrsia.